# Gökhan Zan
Gökhan Zan (Antakya, 1981. szeptember 7. –) török labdarúgó, a Galatasaray játékosa. A hátvéd 192 cm magas és 85 kg tömegű.

## Külső hivatkozások
- Adatlap: bjk.com.tr (angolul)